# Керрі Говлер
Керрі Говлер (англ. Kerri Gowler; нар. 18 грудня 1993) — новозеландська веслувальниця, олімпійська чемпіонка та срібна призерка Олімпійських ігор 2020 року, бронзова призерка Олімпійських ігор 2024 року.

## Виступи на Олімпіадах
| Олімпіада           | Дисципліна | Місце |
| ------------------- | ---------- | ----- |
| Ріо-де-Жанейро 2016 | вісімки    | 4     |
| Токіо 2020          | двійки     | 1     |
| Токіо 2020          | вісімки    | 2     |
| Париж 2024          | четвірки   | 3     |